# У Бога за дверми лежала сокира…
«Якби мені черевики…» — вірш Тараса Шевченка, написаний 1848 року в Раїмі.

## Написання
Зберігся чистовий автограф вірша у «Малій книжці». Автограф не датовано. Вірш датується дослідниками за місцем автографа у «Малій книжці» серед творів 1848 року та часом перебування Шевченка у Раїмі під час походу Аральської описової експедиції до Аральського моря, орієнтовно: 19 червня — 25 липня 1848 року, місце написання — Раїм.
Задум твору, ймовірно, виник, коли Шевченко у складі Аральської описової експедиції робив перехід від Орської фортеці до Раїмського укріплення і в степу побачив розкішне зелене дерево. Шевченко змалював його під назвою «Джангис-агач» 26 травня 1848 року. Зустріч з цим деревом описана також у повісті «Близнецы»: «По обыкновению транспорт снялся с восходом солнца, только [я] не по обыкновению остался в арьергарде. Орь осталася вправо, степь принимала по-прежнему свой однообразный, скучный вид. В половине перехода я заметил: люди начали отделяться от транспорта, кто на коне, а кто пешком. И все в одном направлений. Я спросил о причине у ехавшего около меня башкирского тюря, и он сказал мне, указывая нагайкою на темную точку: «Мана аулья агач» (здесь святое дерево). Это слово меня изумило. Как? В этой мертвой пустыне дерево? И уж, конечно, коли оно существует, так должно быть святое. За толпою любопытных и я пустил своего воронка. Действительно, верстах в двух от дороги, в ложбине, зеленело тополевое старое дерево. Я застал уже вокруг него порядочную [толпу], с удивлением и даже (так мне казалося) с благоговением смотревшую на зеленую гостью пустыни. Вокруг дерева и на ветках его навешано набожными киргизами кусочки разноцветных материй, ленточки, пасма крашеных лошадиных волос, и самая богатая жертва — это шкура дикой кошки, крепко привязанная к ветке. Глядя на все это, я почувствовал уважение к дикарям за их невинные жертвоприношення. Я последний уехал от дерева и долго еще оглядывался, как бы не веря виденному мною чуду. Я оглянулся еще раз и остановил коня, чтобы в последний раз полюбоваться на обоготворенного зеленого великана пустыни». Таке враження могло спонукати поета тут же накидати чернетковий варіант твору, а під час тривалої зупинки в Раїмі написати вірш.
Первісний автограф не відомий. Після повернення Аральської описової експедиції до Оренбурга Шевченко наприкінці 1849-uj (не раніше 1 листопада) або на початку 1850 року (не пізніше дня арешту поета — 23 квітня) переписав вірш з невідомого автографа до «Малої книжки» (під № 2 до зшитка за 1848 рік). Згодом, найімовірніше, наприкінці свого перебування на засланні у Новопетровському укріпленні 1857 року, поет зробив деякі виправлення у кількох рядках олівцем. До «Більшої книжки» вірш не переписано. Список у частині набірного примірника «Кобзаря» 1867 року розходжень з текстом «Малої книжки» не має.

## Публікація
Вперше вірш надруковано за «Малою книжкою» з помилкою у рядку 41 (замість «печина» — «тичина») у виданні: «Кобзарь Тараса Шевченка / Коштом Д. Е. Кожанчикова» (СПб., 1867 року, стор. 436 — 438) і того ж року у виданні: «Поезії Тараса Шевченка» (Львів, 1867 рік, том 2, стор. 206 — 208).

## Сюжет
Висловлювалося припущення, що в основі твору лежить легенда казахського народу про сокиру й святе дерево. Досі таку легенду не виявлено. Цілком можливо, що її створила художня фантазія поета, зачарованого єдиним у степу деревом і поклонінням йому місцевих жителів. У вірші є рядки, навіяні легендами про мандрування Христа з апостолом Петром («А Бог тоді з Петром ходив»). В різних варіантах подібні легенди зафіксовані у збірниках «Народные русские легенды, собранные Афанасьевым» (Лондон, 1859), «Труды этнографическо-статистической экспедиции..., собранные П. П. Чубинским» (1872, том 1). Відгомін їх чується і в рядках оповідки О. О. Корсуна «Колись давно Білбог з Юрком по світу Божому ходили і творили чудеса» («Сніп», Харків, 1841 рік, стор. 187). Альманах «Сніп» Шевченкові був відомий.